# Patrick Barul
Patrick Barul, né le 2 octobre 1977 à Orléans, est un footballeur français. Il évoluait au poste de défenseur. Depuis 2012, il est recruteur-superviseur pour le RC Lens.

## Biographie
Il commence sa formation au Poitiers Football Club. Repéré en 1994, il s'engage avec l'AS Cannes.
En 1999, il rejoint le Racing Club de Lens avec lequel il découvre la Coupe UEFA. Prêté à l'OGC Nice durant la saison 2002-2003, c'est aussi pour aller à l'OGC Nice qu'il quitte le RC Lens en 2007.
Il ne joue que très peu et finit par se retrouver relégué en équipe réserve. En 2009, il s'engage avec le club belge du RFC Tournai, où il passe deux saisons avant de prendre sa retraite.
Au total, il dispute 157 matchs en Ligue 1 et 23 matchs en Ligue 2. Il joue également 14 matchs en Coupe de l'UEFA et 5 matchs en Coupe Intertoto.

## Carrière
| Saison           | Club                      | Pays     | Championnat   | Championnat | Championnat | Championnat  | Championnat  | Coupe d'Europe | Coupe d'Europe | Coupe d'Europe |
| Saison           | Club                      | Pays     | Division      | Matchs      | Buts        | Cartons      | Cartons      | Type           | Matchs         | Buts           |
| ---------------- | ------------------------- | -------- | ------------- | ----------- | ----------- | ------------ | ------------ | -------------- | -------------- | -------------- |
| Saison           | Club                      | Pays     | Division      | Matchs      | Buts        | Carton jaune | Carton rouge | Type           | Matchs         | Buts           |
| 1994 - 1995      | AS Cannes                 | France   | Division 1    | ?           | ?           | ?            | ?            | ?              | ?              | ?              |
| 1995 - 1996      | AS Cannes                 | France   | Division 1    | -           | -           | -            | -            | -              | -              | -              |
| 1996 - 1997      | AS Cannes                 | France   | Division 1    | 7           | -           | ?            | ?            | -              | -              | -              |
| 1997 - 1998      | AS Cannes                 | France   | Division 1    | 27          | -           | ?            | ?            | -              | -              | -              |
| 1998 - 1999      | AS Cannes                 | France   | Division 2    | 23          | -           | ?            | ?            | -              | -              | -              |
| 1999 - 2000      | RC Lens                   | France   | Division 1    | 9           | -           | 3            | 0            | C3             | 1              | -              |
| 2000 - 2001      | RC Lens                   | France   | Division 1    | 8           | -           | 1            | 0            | -              | -              | -              |
| 2001 - 2002      | RC Lens                   | France   | Réserve - CFA | 12          | -           | ?            | ?            | -              | -              | -              |
| 2002 - 2003      | OGC Nice (Prêté par Lens) | France   | Ligue 1       | 15          | -           | ?            | ?            | -              | -              | -              |
| 2003 - 2004      | RC Lens                   | France   | Ligue 1       | 19          | -           | 2            | 2            | -              | -              | -              |
| 2004 - 2005      | RC Lens                   | France   | Ligue 1       | 29          | -           | 3            | 0            | -              | -              | -              |
| 2005 - 2006      | RC Lens                   | France   | Ligue 1       | 22          | -           | 1            | 0            | C3             | 6              | 1              |
| 2006 - 2007      | RC Lens                   | France   | Ligue 1       | 12          | -           | 1            | -            | C3             | 7              | -              |
| 2007 - 2008      | OGC Nice                  | France   | Ligue 1       | 8           | 0           | -            | -            | -              | -              | -              |
| 2008 - 2009      | OGC Nice                  | France   | Ligue 1       | 0           | -           | -            | -            | -              | -              | -              |
| déc. 2009 - 2010 | RFC Tournai               | Belgique | Division 2    | 13          | -           | 5            | -            | -              | -              | -              |
| 2010 - 2011      | RFC Tournai               | Belgique | Division 2    | -           | -           | -            | -            | -              | -              | -              |

## Palmarès
- Coupe Intertoto (2)
  - Vainqueur : 2005, 2007

- Coupe Gambardella (1)
  - Vainqueur : 1995